# Szilas-tó
A Szilas-tó (Nevesincs-tó) Budapest XV. kerületében található, a Szilas-patak és az M3-as autópálya városból kivezető szakaszának kereszteződése közelében, a Rákospalotai köztemető mögött. Területe a környező turjánossal, azaz vizenyős, süppedékes, nehezen járható növényzettel borított területtel együtt 23,1 hektár.
A sekély, tiszta vizű tó a Pesti-síkság egyik utolsó megmaradt természetes vizes élőhelye. Nádas, illetve puhafás (40-50 év körüli nyárfákból és tölgyekből álló) ligeterdő csatlakozik hozzá. A maradványerdő aljnövényzetében több mint 1000 tő vadon élő orchidea található, zömmel fehér madársisak és széleslevelű nőszőfű. 
Vizében tiszta genetikai állományú széles kárász-állomány él. A nádasban a Budapesten ritka nádiposzáták nagyobb számban fészkelnek.
A terület fokozottabb védelme érdekében, az illegális szemétlerakás, vandalizmus, a (magántulajdonban lévő) ligeterdő kitermelése ellen jelentős társadalmi összefogás bontakozott ki.

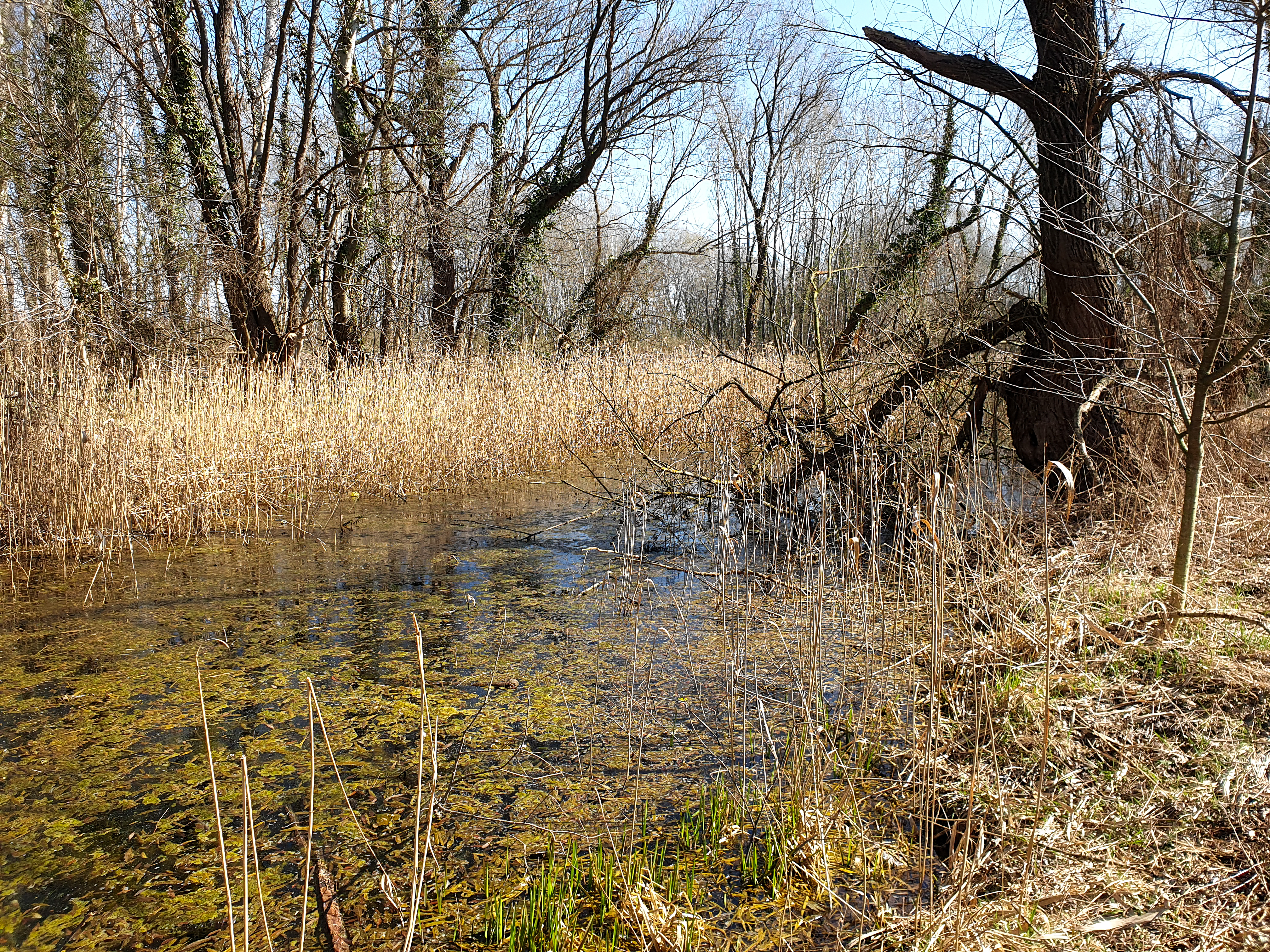
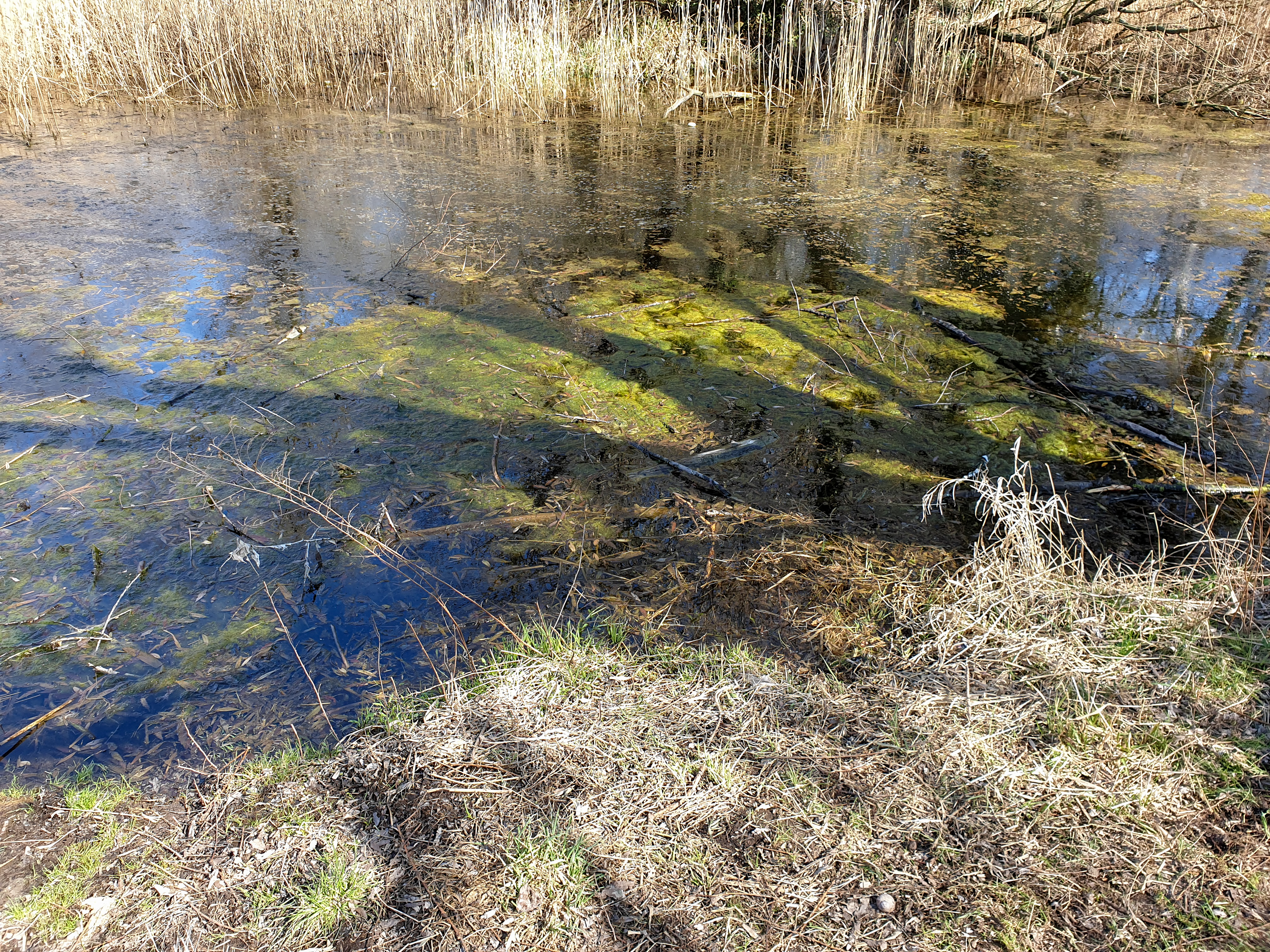